# 卡斯泰尔贝洛-恰尔德斯
卡斯泰尔贝洛-恰尔德斯（義大利語：Castelbello-Ciardes），是意大利波尔扎诺自治省的一个市镇。总面积53平方公里，人口2383人，人口密度45.0人/平方公里（2009年）。ISTAT代码为021018。